# Tefal

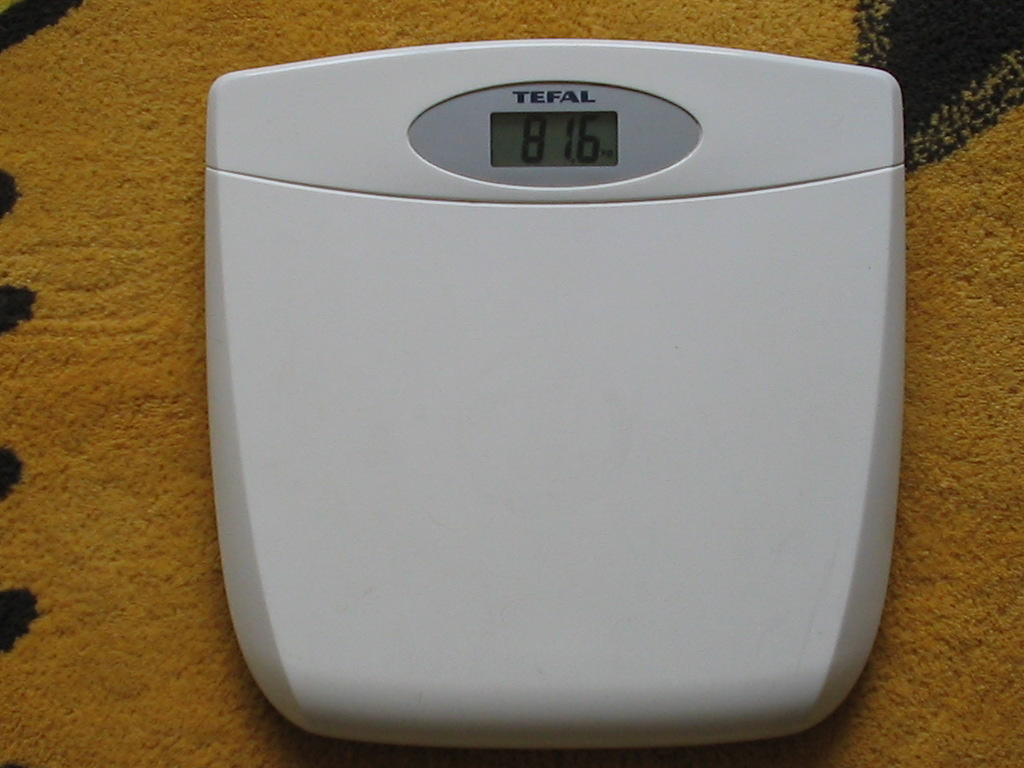
Un pèse-personne de la marque

Tefal est une entreprise française spécialisée dans les articles culinaires anti-adhésifs, filiale du groupe SEB depuis 1968, dépositaire de 150 brevets[Quand ?] à travers le monde.

## Histoire
L'entreprise Tefal S.A. est créée en 1956 à Sarcelles, dans le Val-d'Oise, par deux ingénieurs, Marc Grégoire, ingénieur à l'Office national d'études et de recherches aérospatiales (ONERA) et Louis Hartmann, spécialiste du polymère anti-adhérent (téflon). Marc Grégoire travaille à perfectionner ses cannes à pêche, inventant la canne à pêche télescopique en Matériau composite (fibre de verre). Le matériau composite adhérant au démoulage, il a l'idée d'utiliser du téflon disponible à l'ONERA pour que la canne se démoule mieux. Lorsque sa femme Colette lui demande de lui fabriquer une casserole anti-adhésive, Marc Grégoire descend au magasin le plus proche où il ne trouve qu'une poêle. Influencé par sa lecture d'un article scientifique, il met au point un procédé permettant d’ancrer le téflon sur le disque aluminium de cette poêle : le traitement de l'aluminium à l’acide chlorhydrique provoque de petits trous dans lesquels se fixe le téflon. Le brevet de la première « poêle qui n'attache pas » est déposé en 1954[réf. nécessaire].
Marc Grégoire essaye ensuite de vendre son invention à différents producteurs, sans succès : la poêle à frire est considérée comme un bien d’équipement, acheté lorsqu’un foyer est fondé, puis passé de génération en génération, en renouvelant occasionnellement son revêtement. Les producteurs n’ont donc qu’un intérêt très limité dans cette innovation. Marc Grégoire décide alors de produire ses poêles antiadhésives lui-même : il crée la marque Tefal en 1956, contraction de « téflon » et « aluminium ». La première poêle est déposée au musée Dupont-de-Nemours à Wilmington (États-Unis). En 1956, la SARL embauche son premier salarié, Helmut Mottl.
La nouvelle marque connaît un succès international peu après l’élection de John Fitzgerald Kennedy. En effet, au printemps 1961, Jackie Kennedy, la femme du président, met en avant la marque en se faisant photographier, sortant d’un magasin Macy's, avec une poêle Tefal à la main. En conséquence, les poêles de la marque se vendent par millions aux États-Unis, contraignant même Tefal à faire livrer par avion aux États-Unis.
Cinq ans après, l'un des fournisseurs de disques d'aluminium, les Forges de Cran, devenues Pechiney Rhenalu, à Annecy (Haute-Savoie), propose à la jeune SARL Tefal une usine de 3 000 m2 à proximité de son site. En 1961, Tefal s'installe à Rumilly.
En 1968, Tefal est rachetée par le groupe SEB. Le revêtement anti-adhésif est, à cette époque, fourni par la Société des Résines Fluorées, filiale de Péchiney Ugine Kuhlman (qui deviendra Atochem, puis Arkema) à Pierre-Bénite dans le Rhône, lequel produit solide est le tétrafluoroéthylène venant du (C2F4)n, en dispersion aqueuse devant être séchée sur les disques pour casseroles[réf. nécessaire]. Ce produit est appelé Soreflon, et est fabriqué par polymérisation du gaz initial. Il est aussi beaucoup employé en autres applications comme le ruban Téflon, ou des applications de protection du rayonnement nucléaire sortie d'apesanteur, dans les voyages spatiaux. C'est un produit neutre pouvant par contre devenir extrêmement nocif s'il se décompose au feu.
La société se développe sur une innovation intensive : en 1974, un croque-gaufre et allume-gaz ; en 1980, Tefal lance un nouveau revêtement anti-adhésif T-Plus à l’international ; deux ans plus tard, elle lance sa première bouilloire électrique destinée au marché anglais ; en 1985, le premier pèse-personne électronique ; en 1990, la pierrade électrique. En 1995, la société investit l'activité puériculture. En 2002, le moule Proflex en silicone avec démoulage facile est mis sur le marché.

## Pollution
En août 2022, l’Agence régionale de santé d'Auvergne-Rhône-Alpes effectue des prélèvements d'eau potable à Rumilly, et découvre que la teneur en PFOA — un composé dont l'usage est interdit depuis 2020 — est 1,5 fois supérieure à la valeur sanitaire maximale.
En février 2023, le journal Le Monde publie un article sur la contamination au PFAS de certains sites français, et pointe du doigt le site de production de Rumilly, soulignant la contamination massive des nappes phréatiques du secteur,. D'anciens salariés accusent le groupe Seb « d'avoir déversé ses boues de PTFE par camions dans ce qui était une décharge », ce que le groupe nie.
Un mois plus tard, la préfecture de la Haute-Savoie et l'ARS Auvergne-Rhône-Alpes déconseillent, via un communiqué « de consommer les poissons pêchés dans le secteur de Rumilly ».
Début 2024, une proposition de loi visant à interdire, au 1er janvier 2026, certains usages non essentiels des PFAS est votée au parlement français. Environ 1500 salariés de Tefal du site de Rumilly se retrouvent à Paris pour manifester contre la fermeture de leur usine. Le Canard enchaîné rapporte que le service de communication interne a appuyé cette manifestation (journée d'absence payée, frais de repas et de logistique pris en charge par l'entreprise).
Début avril 2024, les députés approuvent la proposition de loi mais suppriment néanmoins du texte l'application de l'interdiction aux ustensiles de cuisine.

## Affaire de corruption
En 2013 éclate à Annecy une affaire de trafic d'influence.
La direction de Tefal veut modifier le contrat de travail de certains employés ce qu'un syndicat de travailleurs refuse.
Le bras de fer dure plusieurs semaines jusqu’à l'intervention de l'inspection du travail. L'inspectrice du travail chargée de ce dossier découvre une irrégularité dans l’accord sur les 35 heures signé treize ans plus tôt et demande sa renégociation, mais la direction refuse.
Philip Paillard de l'union des industries et métiers de la métallurgie et le directeur des ressources humaines Dan Abergel décident de mettre l'inspectrice du travail sous pression pour la faire muter.
La direction de Tefal prend également contact avec les renseignements généraux. Rapidement l'inspectrice reçoit des pressions et menaces de sa hiérarchie. La presse révèle que l'entreprise s'est engagée à recruter en stage un proche de Philippe Dumont, directeur départemental du travail, en échange des pressions effectuées sur l'inspectrice du travail pour le compte de l'entreprise.
Tefal décide de porter plainte contre l'inspectrice du travail pour violation du secret professionnel et recel. Le procureur d'Annecy, Éric Maillaud, un ami intime[réf. nécessaire] de Philippe Dumont décide de donner suite à la plainte, non contre l'entreprise ou le directeur de l'inspection, mais contre l'inspectrice du travail et le lanceur d'alerte pour « faire le ménage » dans l'inspection du travail. Le 5 juin 2015, des centaines de personnes manifestent devant le tribunal pour soutenir l'inspectrice du travail.
Le procès est renvoyé au 16 octobre. Les organisations syndicales du ministère du travail, les syndicats interprofessionnels locaux et les sections Confédération générale du travail (CGT) et Force ouvrière (FO) de Tefal appellent au même moment à un rassemblement devant le tribunal.
Laura Pfeiffer, inspectrice du travail, reçoit en janvier 2016 le « Prix éthique » de l'association Anticor pour son travail dans cette affaire. Néanmoins, en novembre 2016, elle est condamnée en appel pour violation du secret professionnel et recel de documents confidentiels. La journaliste Inès Léraud propose en mai 2017 un reportage sur l'affaire dans l'émission Les Pieds sur terre.
En octobre 2018, la Cour de cassation annule la peine et demande que l'affaire soit rejugée à l'aune de l'article de la loi relative à la transparence, à la lutte contre la corruption et à la modernisation de la vie économique (loi Sapin II) prévoyant une protection pour les lanceurs d'alerte. L'affaire est rejugée devant le même tribunal de Lyon en septembre 2019, avec une mise en délibéré le 24 octobre.
Le 24 octobre 2019, la Cour d'Appel de Lyon, statuant sur renvoi, confirme néanmoins la condamnation de Laura Pfeiffer, pour « recel de violation du secret des correspondances et violation du secret professionnel », à 3 500 € d'amende et 1 000 € de dommages et intérêts en faveur des parties civiles. La Cour ne retient pas le bénéfice de la Loi Sapin II et l'irresponsabilité pénale qui en découlerait, les critères nécessaires n'étant pas remplis en l'espèce, en particulier le respect d'une « procédure graduée », le caractère désintéressé, et « s’entourer de précautions particulières avant de rendre public l’objet de l’alerte [...] en s’étant affranchie de toutes les règles d’enquête et [des] pratiques professionnelles qui s’appliquent à tout inspecteur du travail, en ayant sciemment recelé [des] correspondances électroniques, […] Laura Pfeiffer [a] eu un comportement non seulement précipité, mais encore totalement inapproprié ».

## Direction
- Paul Rivier est PDG de l'entreprise de 1979 à 1999[10].
- Depuis 2005 : Christian Ringuet devient PDG de l'entreprise[réf. nécessaire].